# Fekete Patrícia
Fekete Patrícia (Budapest, 1995 –) magyar színésznő.

## Életpálya
Az Eötvös József Gimnáziumban érettségizett. 2017-től a Pesti Magyar Színiakadémián tanult. 2019-2024 között a Színház- és Filmművészeti Egyetem hallatója volt zenés színész szakon, Novák Eszter és Selmeczi György osztályában. 2024-től a Szegedi Nemzeti Színház tagja.

## Színházi szerepei

### Szegedi Nemzeti Színház
- Kálmán Imre – Julius Brammer – Alfred Grünwald: Marica grófnő - Liza, a gróf húga
- Dés László – Geszti Péter – Békés Pál: A dzsungel könyve - Tuna / Éhfarkas / Majom
- Alan Jay Lerner – Frederick Loewe: My Fair Lady - Eliza Doolittle
- Lőrinczy Attila: Élve megégetve – boszorkánytéboly - Bella Sukic, a felesége / Anonim nő
- Presser Gábor-Sztevanovity Dusán: A padlás - Kölyök